# Baxter (Tennessee)
Baxter é uma cidade  localizada no estado norte-americano de Tennessee, no Condado de Putnam.

## Demografia
Segundo o censo norte-americano de 2000, a sua população era de 1279 habitantes. 
Em 2006, foi estimada uma população de 1356, um aumento de 77 (6.0%).

## Geografia
De acordo com o United States Census Bureau tem uma área de 
4,8 km², dos quais 4,8 km² cobertos por terra e 0,0 km² cobertos por água. Baxter localiza-se a aproximadamente 313 m acima do nível do mar.

## Localidades na vizinhança
O diagrama seguinte representa as localidades num raio de 28 km ao redor de Baxter. 